# 庆州纪行
《庆州纪行》（韓語：경주기행）是一部制作中的韩国复仇题材电影，由《海鸥》的导演金美昭编剧并执导，李姃垠、孔曉振、朴素丹和李妍主演。

## 剧情概要
影片讲述四母女在杀害小女儿京珠的犯人出狱当天，前往庆州展开的特别家庭旅行。

## 演员阵容
- 李姃垠 饰演 玉实，失去小女儿京珠后等待复仇时刻的母亲。[1]
- 孔曉振 饰演 长珠，玉实的大女儿，比任何人都更照顾家人。[1]
- 朴素丹 饰演 英珠，玉实的二女儿，毕业于法学院的无业游民。[1]
- 李妍 饰演 东珠，玉实的三女儿，拳头比头脑反应更快的前摔跤选手。[1]
- 金英成 饰演 长珠的丈夫[2]

## 制作
该片由凭借长片处女作《海鸥》（갈매기）获得第21届全州国际电影节韩国竞赛单元大奖、第9届野花电影奖最佳新人导演等多个电影奖项的导演金美昭执导，讲述母女四人为了家中小女儿展开的复仇，剧本曾获得2021年韩国电影振兴委员会韩国电影剧本征集展三等奖和2023年第28届釜山国际电影节Rising Films国际大奖奖项，并获得最多10亿韩元的制作费用支援。影片由新成立的电影制作公司Studio Highfive制作，乐天娱乐负责发行。

### 选角
2024年1月，韩国媒体先后报道孔曉振、朴素丹、金英成、李妍、李姃垠出演导演金美昭编剧并执导的新片《庆州纪行》。同年8月正式宣布李姃垠、孔晓振、朴素丹、李妍参演。

### 拍摄
主体拍摄于2024年4月开始，在韩国庆州等地取景拍摄，同年8月13日宣布杀青。